# Jezioro Rychlickie
Jezioro Rychlickie (niem. Reichen See) – niewielkie jezioro na Pojezierzu Łagowskim, w gminie Sulęcin.
Jezioro położone wśród lasów około 700 metrów na północ od miejscowości Rychlik. Jezioro silnie zeutrofizowane, w środkowej części roślinności praktycznie porasta całość zwierciadła wody.